# Denis Gremelmayr
Denis Gremelmayr (Heidelberg, 16 de agosto de 1981) é um tenista profissional alemão, atingiu seu melhor ranking em 2008, com a 59° de simples.